# Sahoré
Sahoré est une localité du département de Guéguéré, dans la province d’Ioba (région du Sud-Ouest) au Burkina Faso. En 2006, cette localité comptait 195 habitants dont 50.8% de femmes.